# Víctor López
Víctor Daniel „Chespi” López Sámano (ur. 8 maja 2003 w Puente de Ixtla) – meksykański piłkarz występujący na pozycji skrzydłowego, od 2025 roku zawodnik szkockiego Dundee.